# Saint-Rome-de-Dolan
Saint-Rome-de-Dolan (okzitanisch Sent Roma de Dolanh) ist eine ehemalige französische Gemeinde mit 66 Einwohnern (Stand: 1. Januar 2022) im Département Lozère in der Region Okzitanien.
Saint-Rome-de-Dolan wurde mit Wirkung vom 1. Januar 2017 mit den Gemeinden Les Vignes, Le Recoux, Saint-Georges-de-Lévéjac und Le Massegros zu einer Commune nouvelle mit dem Namen Massegros Causses Gorges zusammengeschlossen, wo sie seither über den Status einer Commune déléguée verfügt.

## Geografie
Saint-Rome-de-Dolan ist ein Bergdorf, das rund 22 Kilometer nordöstlich der Stadt Millau liegt. Es befindet sich auf 851 m über dem Meeresspiegel am Rand der Kalkhochebene des Causse de Sauveterre, westlich der Gorges du Tarn. 